# 独山镇 (来安县)
独山乡，是中华人民共和国安徽省滁州市来安县下辖的一个乡镇级行政单位。2018年，撤乡设镇。区划代码改为341122103。

## 行政区划
独山乡下辖以下地区：
裴集村、白露村、王巷村、独山村、青龙村、史郢村和曲涧村。